# ハライ (民俗舞踊)

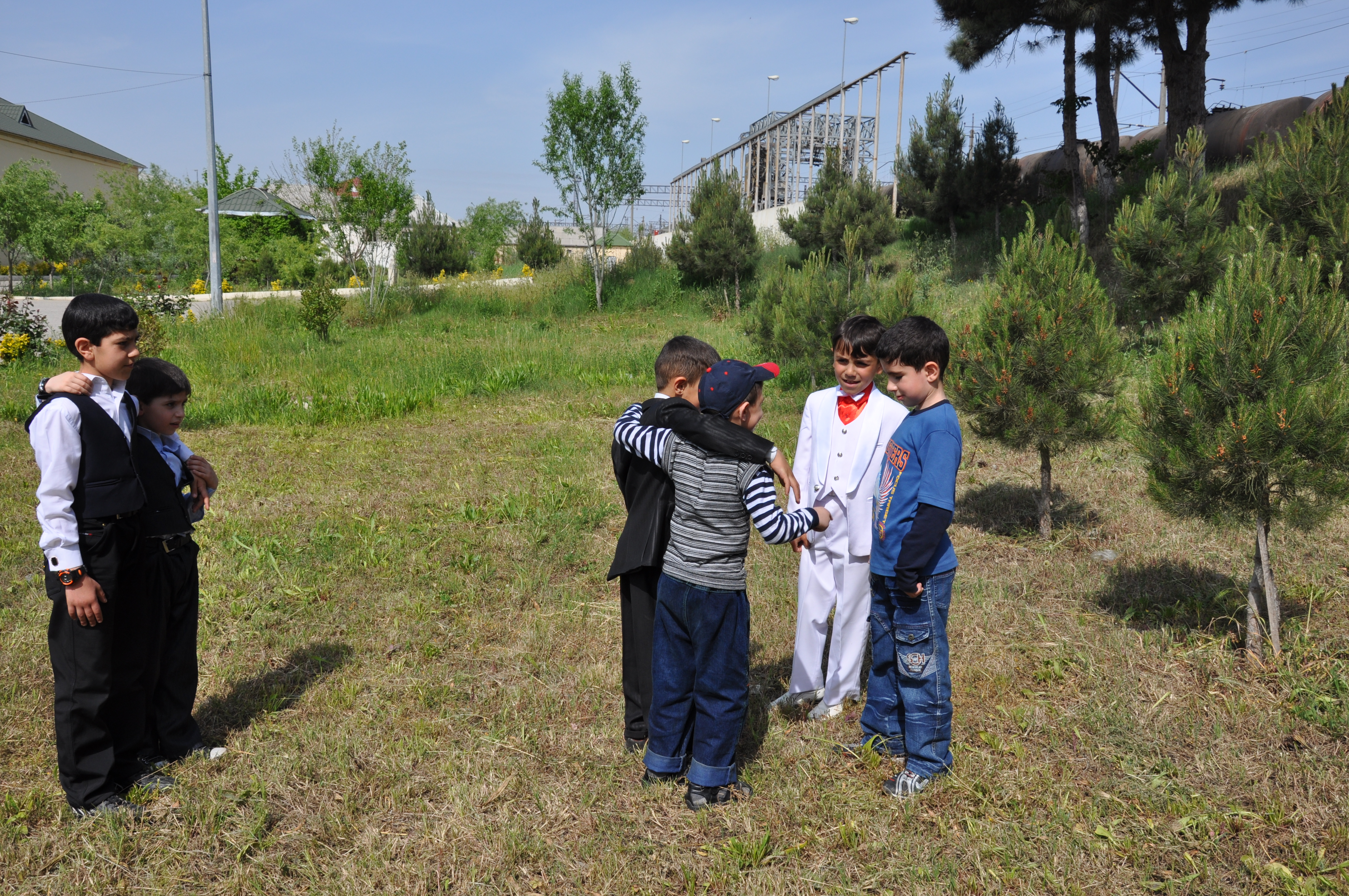
アゼルバイジャンの祭りでのハライ

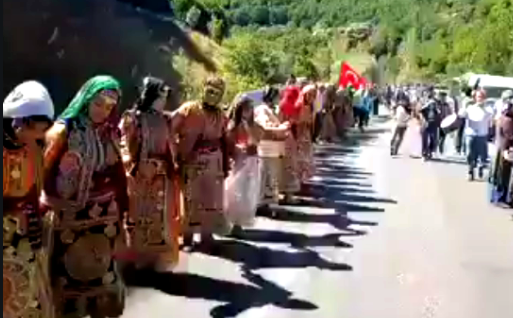
トルコの女性達のハライ

ハライ(Halay)はアナトリア半島の中部と南東部における民俗舞踊の様式のカテゴリーの一つである。トルコ語: Halayは、「立つ、跳ねる、踊る」を意味する ペルシア語: هالای(Hālāy) から派生した言葉で、周辺の地域ではクルド語: Govend、クルド語: Dîlan、 シリアではシリア語 (マクロランゲージ): ܚܓܐ(Ḥeggā)、アゼルバイジャン語: Yallı、アルメニア語: Շուրջպար(šurǰpar)、ギリシア語: Χαλάϊ(Chaláï) でそれぞれ呼ばれている。
ズルナやダヴルの伴奏で踊り、ゆっくりした曲で始まって、だんだん速くなっていく。
ハライは伝統的に結婚式にてダヴルを従えてズルナで演奏されていたが、近年は電子楽器に置き換えられてきている。ハライの踊り手達は互いに小指や手をつなぐ、或いは肩を組み、円または列をなして、両端の踊り手はハンカチーフの類の布を持って踊る。トルコ、イラン、イラク、アゼルバイジャン、及びクルディスタンの残りの国々で国民的な踊りである。アゼルバイジャン語: yal は「行、連鎖」を意味し、踊り手は1列または複数の列で立って踊る。

## ハライの地域的な区分

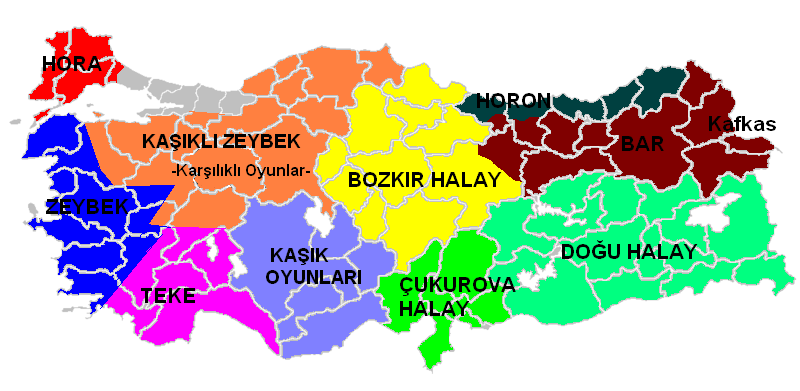
地域ごとの踊りの様式:

1. Bozkır（英語版） のハライ (Bozkır Halay): 中央アナトリア
2. 東のハライ (Doğu halay): トルコ南東部。トルコ語: Doğu は「東」の意味
3. Çukurova（英語版） Halay: Çukurova（英語版）周辺